# Pelicans
|  | Per a altres significats, vegeu «pelicà». |

Els pelicans, esperó de sembrat o Consolida pubescens és una espècie de plantes amb flors del gènere Consolida de la família de les ranunculàcies. També és conegut com a palometes, esperó de sembrat, segons un dels seus hàbitats preferits, en sembrats, al costat de guarets i vores de camins.

## Morfologia
És una planta herbàcia anual, d'uns 20-30 cm d'alçada. Té les fulles dividides en segments linears de no més d'1 mm d'amplària. Les flors s'agrupen en inflorescències paniculades. Són de color blau-violaci o blanquinós, zigomorfes, amb el periant petaloide, formant un esperó que oscil·la entre 12-17 mm. Quan fructifica forma un únic fol·licle no gaire gran (1-1,5 cm).

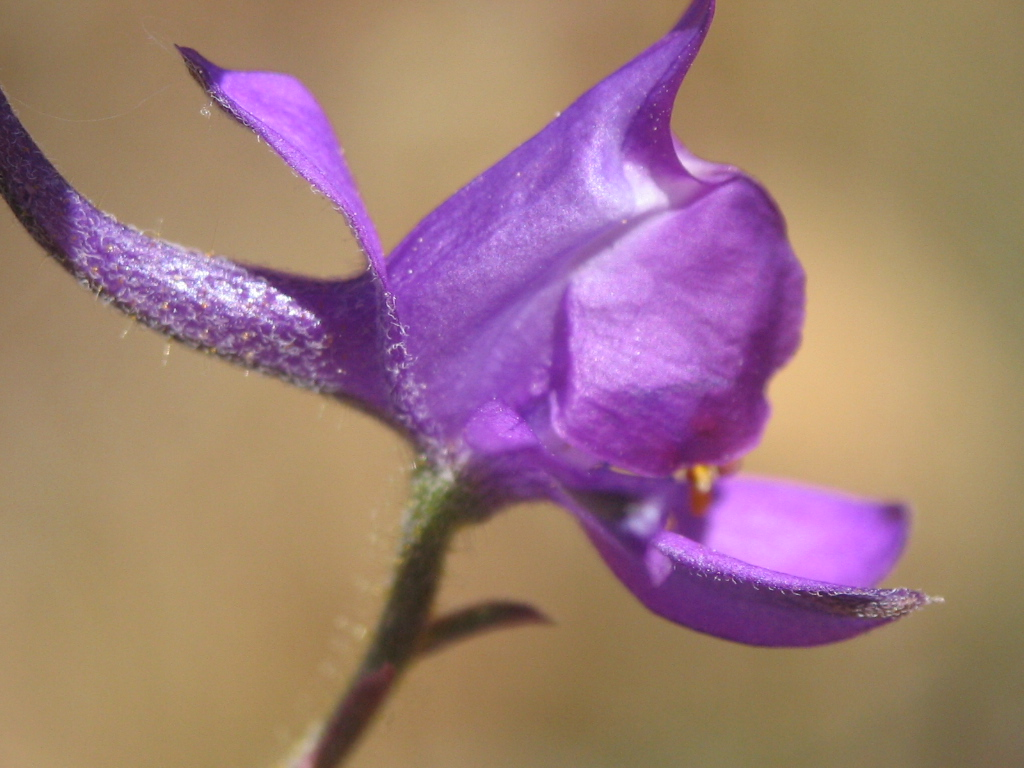
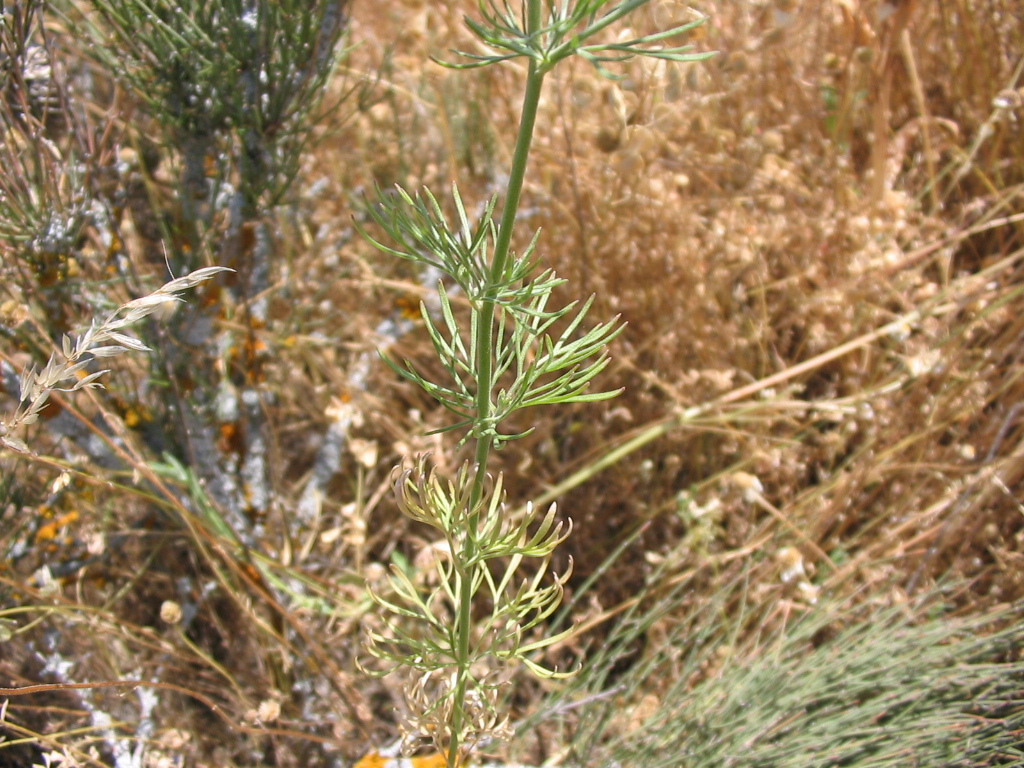

## Ecologia
La seva època de floració és entre els mesos d'abril i juliol. Creixen en sòls calcaris al mediterrani occidental.

## Taxonomia
Consolida pubescens  va ser descrita per (DC.) Soó i publicat a Oesterreichische Botanische Zeitschrift 71: 241, a l'any 1922.
Citologia
Número de cromosomes de Consolida pubescens (Fam. Ranunculaceae) i taxons infraespecífics: 2n=16

L'epítet llatí pubescens significa "peluda".
Sinonímia
- Consolida loscosii (Costa) Holub
- Consolida pubescens subsp. loscosii (Costa) Soó
- Consolida pubescens var. loscosii (Costa) P.W.Ball i Heywood
- Delphinium consolida var. loscosii (Costa) Pau
- Delphinium loscosii Costa
- Delphinium nuttallianum Pritz
- Delphinium pubescens subsp. loscosii (Costa) Asch. i Graebn.
- Delphinium pubescens var. loscosii (Costa) Font Quer
- Delphinium pubescens DC. in Lam. i DC.[10]
- Delphinium ambiguum Loisel.
- Delphinium hispanicum Reut. ex Willk. & Lange
- Delphinium orientale Loscos[11]